# Fabryka Przyrządów i Uchwytów „Bison-Bial”
Fabryka Przyrządów i Uchwytów „Bison-Bial” – istniejące od 1948 r. polskie przedsiębiorstwo produkcyjne z siedzibą w Białymstoku, największy w Polsce zakład wyspecjalizowany w produkcji oprzyrządowania technologicznego do obróbki skrawaniem. Wyroby firmy są obecnie eksportowane do ponad 60 państw.

## Asortyment
Asortyment produkcji Bison-Bial stanowią:
- uchwyty tokarskie manualne samocentrujące i z niezależnym przesuwem szczęk
- uchwyty tokarskie z mocowaniem mechanicznym oraz cylindry hydrauliczne i pneumatyczne
- imadła – precyzyjne, maszynowe i ślusarskie
- stoły i przyrządy podziałowe
- wyroby tulejowo-trzpieniowe
- oprawki VDI
- wyroby specjalne według indywidualnego zapotrzebowania klienta

## Historia
W 1948 r. przedsiębiorstwo funkcjonujące pod nazwą Fabryka Przyrządów i Uchwytów rozpoczęło produkcję imadeł ślusarskich i maszynowych. W 1950 r. przedsiębiorstwo uruchomiło produkcję uchwytów tokarskich czteroszczękowych z niezależnym nastawieniem szczęk oraz uchwytów samocentrujących. Rozpoczęto budowę hal produkcyjnych – główna hala „A” została oddana do użytku w 1956 r. Zmodernizowano także halę oddziału imadeł, stację sprężarek i uruchomiono modelarnię. W tym samym roku wysłano na eksport pierwszą partię imadeł. W kolejnych latach wprowadzono nową organizację produkcji w liniach potokowych i gniazdach obróbczych przy zastosowaniu półautomatów. W tym czasie rozbudowane zostały biura konstrukcyjne, izba pomiarów i laboratoria. Uruchomiono też produkcję podstawowego wyrobu przedsiębiorstwa – samocentrujących uchwytów tokarskich. W 1958 r. przedsiębiorstwo rozbudowało własną odlewnię i uruchomiło kuźnię. Dwa lata później zakończono budowę biurowca socjalno-administracyjnego, w którym znalazły się m.in. przychodnia lekarska i gabinet stomatologiczny.
W latach 1956–1960 zatrudnienie w przedsiębiorstwie wzrosło o połowę, o połowę wzrosła również produkcja. W tym czasie wyroby przedsiębiorstwa znalazły nowe rynki zbytu m.in. w Brazylii, Turcji i Czechosłowacji. W 1963 r. na mocy uchwały Rady Ministrów Fabryka Przyrządów i Uchwytów otrzymała prawa przedsiębiorstwa specjalizującego się w produkcji eksportowej. Niedługo później w przedsiębiorstwie powołano do życia Dział Postępu Technicznego, który skupiał najzdolniejszych konstruktorów i technologów pracujących nad opracowywaniem nowoczesnych wyrobów i nad ulepszeniem technologii. W 1962 r. powstał Dział Głównego Konstruktora, wprowadzono też „Normy Techniczne Uzasadnione”. W tym okresie biorąc udział we współzawodnictwie między zakładami Zjednoczenia Przemysłu Obrabiarek i Narzędzi FPiU dwukrotnie zdobyła sztandar przechodni – w roku 1963 i 1965. W zmodernizowanej odlewni uruchomiono produkcję odlewów skorupowych, dzięki czemu zdolność produkcyjna fabryki wzrosła z 1700 do 6200 ton rocznie. Przedsiębiorstwo zrezygnowało z rzemieślniczych metod pracy, przechodząc na nowe masy formierskie i rdzeniowe, z metody formowania na sucho do formowania na wilgotno. Stworzono też Dział Głównego Metalurga, który odciążył odlewnię od spraw technicznego przygotowania produkcji i technologii. Zaczęto produkować żeliwo sferoidalne, stosować żywice epoksydowe do produkcji modeli, wprowadzono również wodne chłodzenie pancerza żeliwiaka.
W latach 1966–1970 Fabryka Przyrządów i Uchwytów wprowadziła do produkcji trzpienie frezarskie długie i krótkie, trzpienie tokarskie w układzie calowym i metrycznym, pneumatyczne cylindry do koników i pneumatyczne imadła ślusarskie o dwóch typowielkościach, uchwyty samocentrujące w układzie calowym i metrycznym, cztery nowe odmiany mocowania uchwytów na końcówce wrzeciona oraz uchwyty samocentrujące dokładne. Wykonywano również płyty wzorcowe, liniały, praski, wiertarki ręczne i podstawy do czujników, natomiast w zakresie prac modernizacyjnych unowocześniono wiertarki piersiowe i podstawkę do mikromierzy.
W 1968 r. eksport stanowił 52% całej produkcji przedsiębiorstwa. W tym samym roku rozpoczęła się budowa zakładu w Bielsku Podlaskim, miała miejsce również przebudowa sieci centralnego ogrzewania, budowa składów i garaży. Oddano również do użytku ośrodek wczasowy w Rajgrodzie, z którego skorzystało ponad tysiąc osób. W 1969 r. w fabryce utworzono Zakład Projektowo-Doświadczalny Pneumatyki Obrabiarkowej i Narzędziowej, który opracowywał i wdrażał do produkcji wiele nowości. W tym samym czasie w laboratorium wprowadzono stałą kontrolę wyrobów konkurencyjnych przedsiębiorstw. Nawiązano też współpracę z Instytutem ENIMS w Moskwie, co zaowocowało produkcją na rzecz krajów RWPG wyrobów stosowanych do modernizacji i automatyzacji procesów produkcyjnych. Przedsiębiorstwo nawiązało też współpracę z Politechniką Białostocką, Politechniką Warszawską i Instytutem Obróbki Skrawaniem.
W 1972 r. przedsiębiorstwo wdrożyło system Elektronicznej Techniki Obliczeniowej, który stał się podstawą komputeryzacji wszystkich dziedzin jego działalności. W czerwcu tego samego roku na Międzynarodowych Targach Poznańskich Fabryka Przyrządów i Uchwytów zawarła umowę na dostawę uchwytów precyzyjnych typu CT w ilości 400 tysięcy sztuk na rynek radziecki w ciągu pięciu lat. W tym samym roku rozpoczęła się budowa hali fabrycznej 1B, która została oddana do użytku rok później. W wyniku tego przedsięwzięcia powierzchnia hal 1, 1A i 1B powiększyła się do 2 ha pod jednym dachem. Wybudowany został również hotel robotniczy, rozbudowano stołówkę, świetlicę i przychodnię lekarską, postawiono też nowe magazyny dla wyrobów hutniczych i eksportowych. W 1975 r. w Kolnie działalność rozpoczął zakład produkcji kłów stałych i obrotowych oraz trzpieni, tulei i oprawek frezarskich. Rok później w Białymstoku oddano do eksploatacji Oddział Uchwytów Precyzyjnych, gdzie zlokalizowano produkcję uchwytów tokarskich precyzyjnych typu CT. W tym samym czasie fabryka we własnym zakresie wykonała 130 obrabiarek o specjalnej konstrukcji, których zastosowanie w produkcji w znacznym stopniu zwiększyło wydajność pracy przedsiębiorstwa.
W 1988 r. Fabryka Przyrządów i Uchwytów w Białymstoku była największym producentem uchwytów na świecie, zaś 70% produkcji kierowana była na eksport do 54 państw. Największymi odbiorcami wyrobów przedsiębiorstwa były w tym czasie Stany Zjednoczone, Republika Federalna Niemiec, Japonia, Włochy, Wielka Brytania i Francja.
W marcu 1991 r. przedsiębiorstwo zostało przekształcone w spółkę akcyjną, a w 1997 r. sprywatyzowane. W 2006 r. w przedsiębiorstwie wdrożono i certyfikowano System Zarządzania Środowiskowego według normy PN-EN-ISO 14001 oraz System Zarządzania Bezpieczeństwem i Higieną Pracy według normy PN-N-18001, funkcjonujące obecnie jako Zintegrowany System Zarządzania. 31 grudnia 2010 r. prezes Agencji Rozwoju Przemysłu wydał pozytywną decyzję stwierdzającą zakończenie postępowania prywatyzacyjnego wobec Bison-Bial. Zgodnie z planem restrukturyzacji nakłady inwestycyjne do poniesienia przez spółkę w latach 2003–2010 wyniosły 41 614 000 zł. W okresie 2003–2010 inwestycje wyniosły 16 508 000 zł.